# Carry On England
Série Carry On
Carry On Behind That's Carry On!
Pour plus de détails, voir Fiche technique et Distribution.
Carry On England est un film britannique réalisé par Gerald Thomas, sorti en 1976.

## Synopsis
Pendant les jours les plus sombres de la Seconde Guerre mondiale, le capitaine S. Melly commande la batterie antiaérienne expérimentale 1313 avec le sergent-major « Tiger » Bloomer. Melly découvre bientôt que la moitié de ses hommes sont des femmes, dirigées par le bombardier Ready, le sergent Tilly Willing et le sergent Len Able. Tiger est incapable de les discipliner correctement et doit éviter les avances libidineuses du soldat Ffoukes-Sharpe.
Un jour, Melly organise un faux raid aérien mais se fâche en voyant sa section se mettre à l'abri dans leur bunker privé. Et il constate en plus que leur canon antiaérien est fait de bois. Déterminés à mettre la batterie aux normes, Melly et Tiger font subir une rééducation vigoureuse, des exercices violents et des marches de 12 milles. En réponse, Ready, Willing et Able sabotent l’uniforme de Melly. En guise de punition, ce dernier fait confiner au camp toute la troupe. Réalisant trop tard qu'ils vont s'amuser entre eux, Melly s’efforce de séparer les hommes et les femmes avec des fils barbelés autour des dortoirs.
Déterminés à retrouver leurs bien-aimées, les hommes creusent des tunnels secrets sous les barbelés pour accéder aux quartier féminins. Plus tard, un véritable canon antiaérien est livré, mais il tombe dans un tunnel. Forcés de le récupérer, les soldats sabotent une inspection officielle, espérant que Melly sera réaffecté ailleurs.
Lorsqu’un véritable raid aérien se produit, la batterie et les officiers se mobilisent pour l'attaque, abattant avec succès tous les avions ennemis et n’ayant qu’une seule victime légère, le capitaine Melly. Deux de ses doigts sont en effet entourés de bandage, ce qui va inspirer l’un des symboles les plus célèbres de la victoire de toute la guerre, le Signe V.

## Fiche technique
- Titre original : Carry On England
- Réalisateur : Gerald Thomas
- Scénario : David Pursall, Jack Seddon
- Photographie : Ernest Steward
- Montage : Richard Marden
- Musique : Max Harris
- Direction artistique : Lionel Couch
- Costumes : Courtenay Elliott
- Production : Peter Rogers
- Société de production : The Rank Organisation
- Distributeur : J. Arthur Rank Film Distributors
- Pays d'origine :  Royaume-Uni
- Langue originale : anglais
- Format : couleur (et archives en noir et blanc) - 35 mm - mono - 1.85 : 1
- Genre : comédie, film de guerre
- Durée : 89 minutes
- Dates de sortie :
  - Royaume-Uni : 31 octobre 1976
  - États-Unis : 19 novembre 1976
  - France : 1er décembre 1976
  - Autriche : 10 décembre 1976
  - Espagne : 17 décembre 1976

## Distribution
- Kenneth Connor : Capitaine S. Melly
- Windsor Davies : Sergent-Major « Tiger » Bloomer
- Judy Geeson : Sergent Tilly Willing
- Patrick Mower : Sergent Len Able
- Jack Douglas (en) : Bombardier Ready
- Joan Sims : Private Jennifer Ffoukes-Sharpe
- Melvyn Hayes : Gunner Shorthouse
- Peter Butterworth : Major Carstairs
- Peter Jones : Le brigadier
- Diane Langton : Private Alice Easy
- Julian Holloway : Major Butcher
- David Lodge : Capitaine Bull
- Larry Dann : Gunner Shaw
- Brian Osborne : Gunner Owen
- Johnny Briggs : Le chauffeur de Melly
- Tricia Newby : Bombardier Murray
- Patricia Franklin : Caporal Cook
- John Carlin : Un officier
- Michael Nightingale : Un officier
- Linda Hooks : Une infirmière

## Autour du film
- Le rôle du brigadier a été écrit pour Kenneth Williams, mais il n'était pas disponible, et c'est Peter Jones qui hérita du rôle.
- Carol Hawkins a refusé de jouer dans le film en raison des scènes de nudité qu'elle aurait dû tourner. Elle a été remplacée par Tricia Newby.